# Tapiolan urheilupuisto
Tapiolan urheilupuisto – stadion piłkarski w Espoo, w Finlandii. Został otwarty w 1970 roku. Może pomieścić 5500 widzów. Swoje spotkania rozgrywa na nim drużyna FC Honka.